# Synagoga w Klecku
Synagoga w Klecku (biał. Сінагога ў Клецку) – żydowska bożnica zbudowana pod koniec XIX wieku w Klecku. 

## Historia
Została wzniesiona pod koniec XIX wieku na miejscu drewnianego budynku na planie czworokąta z głównym wejściem w stylu neobarokowo–mauretańskim. 
Była czynna do 1940. W czasie powstania w kleckim getcie służyła jako punkt obrony ludności żydowskiej, z którego ostrzeliwano wojska niemieckie. Zniszczona po 1945 roku. 